# Бахмутовка
Бахму́товка (укр. Бахмутівка) — село, относится к Новоайдарскому району Луганской области Украины.
Население по переписи 2001 года составляло 1182 человека. Занимает площадь 4,11 км².
В 2017 году в Бахмутовке построили 134-метровую башню для трансляции в зоне АТО украинского радио в FM-диапазоне и телевидения в цифровом и аналоговом форматах. Радио и телевещание с башни в полном объёме началось с февраля 2020 года.
С 26 февраля 2022 года, после начала полномасштабного вторжения России на Украину посёлок находится под контролем Луганской Народной Республики, после проведения референдумов на оккупированных территориях Украины 23—27 сентября 2022 года находится под контролем Российской Федерации.